# Sam Tutty
Sam Tutty (Crawley, 9 aprile 1998) è un attore britannico, noto soprattutto come interprete di musical.

## Biografia
Sam Tutty è nato e cresciuto a Crawley con i genitori e il fratello minore. Quando aveva dieci anni il padre abbandonò la famiglia e i membri restanti si trasferirono a Hull. Dopo gli studi alla Imberhorne Secondary School, ha studiato recitazione all'Italia Conti Academy of Theatre Arts.
Ha fatto il suo debutto sulle scene nel 2019, in un revival del musical Once on This Island alla Southwark Playhouse di Londra. Nell'autunno dello stesso anno ha fatto il suo esordio nel West End londinese nella prima britannica di Dear Evan Hansen, vincendo il Laurence Olivier Award al miglior attore in un musical per la sua interpretazione nel ruolo dell'eponimo protagonista.
Nel 2021 fa una breve apparizione in alcuni episodi della soap opera Hollyoaks su Channel 4 nel ruolo di uno stalker, Timmy Simons; il personaggio viene ucciso anche per permettergli di riprendere il ruolo di Evan Hansen a seguito della riapertura dei teatri dopo la chiusura forzata dalla pandemia di COVID-19.

## Teatrografia
- Once on This Island, colonna sonora di Stephen Schwartz, testi e libretto di Lynn Ahrens, regia di Lee Proud. Southwark Playhouse di Londra (2019)
- Dear Evan Hansen, colonna sonora di Benj Pasek e Justin Paul, libretto di Steven Levenson, regia di Michael Greif.  Noël Coward Theatre di Londra (2019)
- Two Strangers (Carry a Cake Across New York), colonna sonora e libretto di Jim Barne e Kit Buchan, regia di Tim Jackson. Kiln Theatre (2023) e Criterion Theatre di Londra (2024), American Repertory Theater di Cambridge (2025)

## Filmografia

### Televisione
- Hollyoaks - serie TV, 21 episodi (2021)